# ۱۱۹۴ (خورشیدی)
۱۱۹۴ هزار و صد و نود و چهارمین سال هجری خورشیدی است.

## زادگان
- ۴ اردیبهشت - سید محمدحسن حسینی شیرازی، (درگذشت: ۱۲۷۳)،  ملقب به میرزای شیرازی (میرزای بزرگ)[۱]